# Home (Kobi Marimi-sang)
 For alternative betydninger, se Home (flertydig). (Se også artikler, som begynder med Home)
"Home" er en sang, der er udført af den israelske sanger Kobi Marimi. Det vil repræsentere Israel i Eurovision Song Contest 2019 i Tel Aviv. Sangen blev udgivet den 10. marts 2019.